# إيفا لانغ
إيفا لانغ (بالألمانية: Eva Lang)‏ هي اقتصادية ألمانية، ولدت في 10 يناير 1947 في شتوتغارت في ألمانيا.